# Lanškroun
Lanškroun (deutsch: Landskron) ist eine Stadt am Fuß des Adlergebirges in Tschechien. Sie gehört dem Okres Ústí nad Orlicí an.

## Geographische Lage
Lanškroun liegt im Schönhengstgau in der Böhmisch-Mährischen Höhe in der Nähe der Grenze zu Mähren.

## Stadtgliederung
Lanškroun besteht aus vier Ortsteilen:
- Lanškroun-Vnitřní Město (Landskron-Innere Stadt)
- Ostrovské Předměstí (Michelsdorfer Vorstadt)
- Žichlínské Předměstí (Sichelsdorfer Vorstadt)
- Dolní Třešňovec (Nieder Johnsdorf)

In der deutschsprachigen historischen Literatur, in Matriken und auf älteren Landkarten werden oft nur drei Stadtbezirke voneinander abgegrenzt (Innenstadt, Michelsdorfer Vorstadt und Sichelsdorfer Vorstadt).
Grundsiedlungseinheiten sind Cihelna, Dolní Třešňovec, Dvorské lány, Kouty, Lanškroun-střed, Lukovské lány, Na Příčnici, Ostrovské Předměstí, Rybníky, Severní Předměstí I, Severní Předměstí II, Svitavské Předměstí, Třešňovecká, Třešňovské Předměstí, Zadní hony und Žichlínské Předměstí.
Das Gemeindegebiet gliedert sich in die Katastralbezirke Dolní Třešňovec und Lanškroun.

## Geschichte

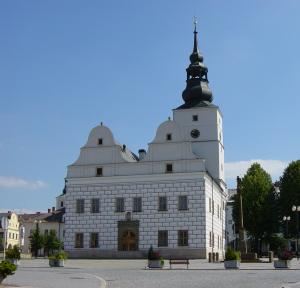
Rathaus in Lanškroun

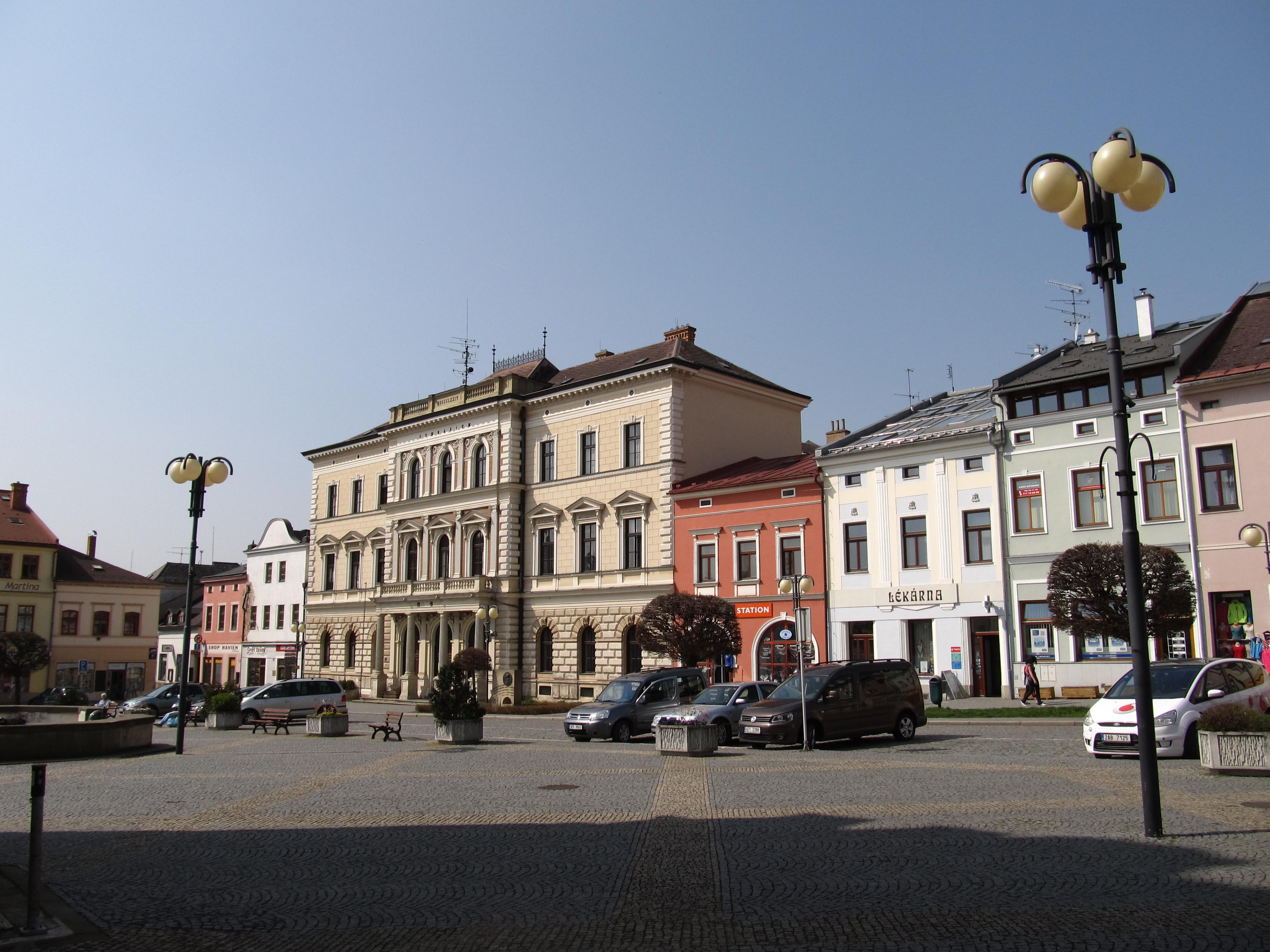
Marktplatz

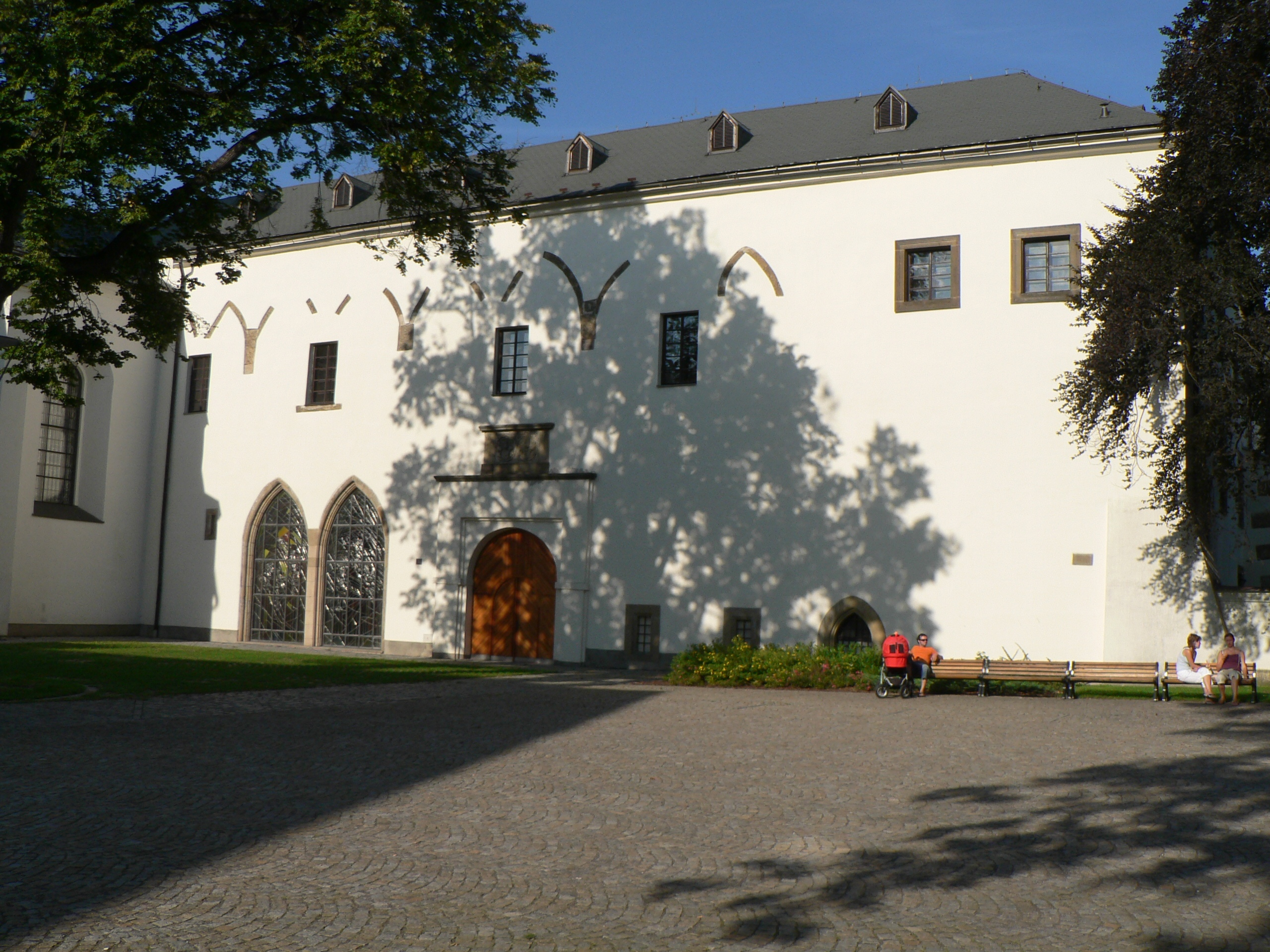
Stadtschloss

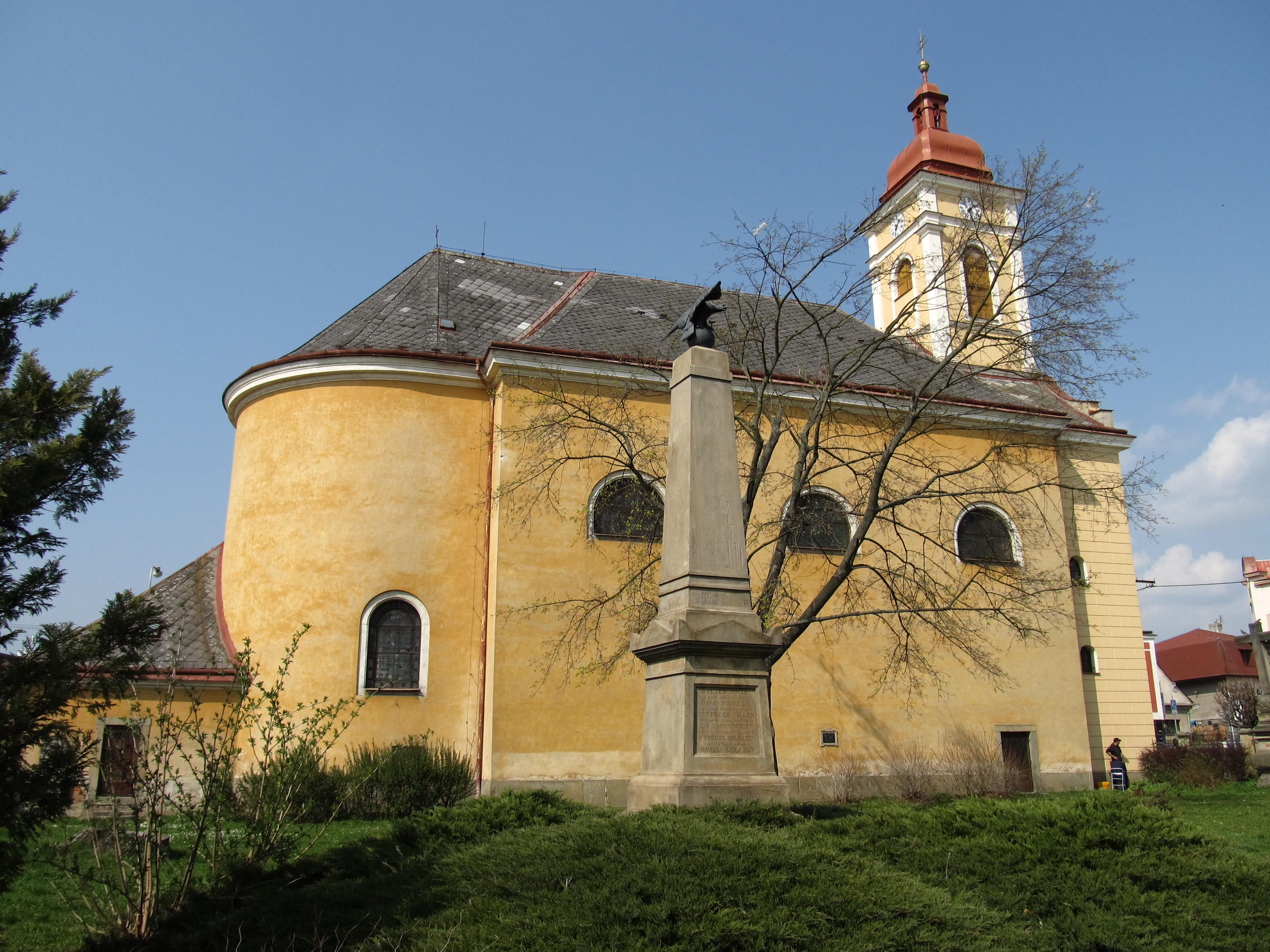
Magdalenenkirche

Landskron wurde 1241 erstmals erwähnt. Es wurde vermutlich durch den Lokator Ulrich von Dürnholz am Rande des Schönhengstgaues gegründet. 1290 wurde der Ort von der königlichen Kammer eingezogen und 1292 durch den böhmischen König Wenzel II. dem Zisterzienserkloster Königsaal übertragen. 1304 galt es als ein Zentrum des Landskroner Distriktes (districtus Landeschronensis). 1322 wird es als Marktort, 1356 als Oppidum bezeichnet. Nachdem es 1358 in den Besitz des Bistums Leitomischl überging, wurde es Sitz eines Archidiakonats. 1371 gründete der Leitomischler Bischof Peter Jelito in Landskron ein Augustiner-Chorherrenstift, für das 1393 neben der St.-Wenzel-Dekanatskirche neue Konventsgebäude entstanden. Sie wurden 1425 in den Hussitenkriegen zerstört und nicht wieder aufgebaut.
Nach dem Untergang des Bistums Leitomischl 1425 ging Landskron in weltlichen Besitz über. Unter den Stadtherren Kostka von Postupitz wurde es nach 1430 ein Zentrum der Waldenser sowie der Böhmischen Brüder, die 1547 Landskron verlassen und auch die Brüderschule schließen mussten. In der zweiten Hälfte des 16. Jahrhunderts sind sowohl die Brüder als auch die Brüderschule erneut nachweisbar. Daneben verbreitete sich nach 1550 das Luthertum.
Im 16. Jahrhundert war Landskron im Besitz der Adelsfamilien von Pernstein und von Boskowitz. Ab 1588 gehörte es Adam Felix Hrzan von Harras. Dieser ließ 1601 die Reste des ehemaligen Augustinerkonvents zu einem Schloss umbauen. Nach der Schlacht am Weißen Berge kam die Herrschaft Landskron, die auch die Städte Wildenschwert und Böhmisch Trübau sowie 39 Dörfer umfasste, an die Adelsfamilie von Liechtenstein, die innerhalb weniger Jahre die Gegenreformation durchsetzte. Die Böhmischen Brüder emigrierten daraufhin nach Sachsen. Im Dreißigjährigen Krieg wurde Landskron sowohl von schwedischen als auch von kaiserlichen Truppen mehrmals verwüstet.
Johann Adam Andreas von Liechtenstein förderte Anfang des 18. Jahrhunderts die Entwicklung der Stadt durch eine rege Bautätigkeit. 1791 wurde Landskron zur Munizipalstadt erhoben. Ein wirtschaftlicher Durchbruch gelang Anfang des 19. Jahrhunderts mit der Gründung der Leinwand- und Kattunfabrik Erxleben, die mehrere hundert Arbeiter und Hausweber beschäftigte. In dieser Zeit entstanden die Bürgerhäuser am Marktplatz. Trotzdem stagnierte die Entwicklung, da Landskron erst mit der 1885 eröffneten, knapp 4 Kilometer langen Lokalbahn Rudelsdorf–Landskron einen Eisenbahnanschluss erhielt.
Nach dem Münchner Abkommen bildete die Stadt ab 1939  das Zentrum und den Verwaltungssitz des Landkreises Landskron, Regierungsbezirk Troppau, im Reichsgau Sudetenland. Nach Ende des Zweiten Weltkrieges fand vom 17. bis 21. Mai 1945 das Blutgericht von Landskron statt, in dessen Verlauf zahlreiche Bewohner von Stadt und Umland gewaltsam zu Tode kamen. Anschließend wurde hier, wie im gesamten ehemaligen Reichsgau Sudetenland, die Mehrheit der deutschböhmischen Bevölkerung aufgrund der Dekretes des Präsidenten Nr. 33 vom 2. August 1945 enteignet und vertrieben.
Nach 1945 verlor die Stadt die Bezirksbehörden. Die Bevölkerungszahl wuchs erst nach 1968 wieder an.

## Bevölkerung
| Jahr | Einwohner | Anmerkungen           |
| ---- | --------- | --------------------- |
| 1900 | 6.112     | deutsche Einwohner    |
| 1910 | 6.828     |                       |
| 1930 | 6.497     | davon 1.093 Tschechen |
| 1939 | 6.210     | [ 8 ]                 |

Bevölkerungsentwicklung nach Ende des Zweiten Weltkriegs
(Stand: 31.12. des jeweiligen Jahres)
| Jahr | Einwohner |
| ---- | --------- |
| 1971 | 08.832    |
| 1980 | 10.773    |
| 1990 | 10.996    |
| 2000 | 09.866    |

| Jahr | Einwohner |
| ---- | --------- |
| 2010 | 10.123    |
| 2020 | 09.800    |
| 2022 | 09.709    |

## Bürgermeister 1789 bis 1945
- bis 1789: Augustin Poppler
- 1791–1822: Josef Ohnsorg (erster frei gewählter Bürgermeister)
- 1823–1845: Franz Rieß
- 1845–1850: Eduard Erxleben
- 1850–1861: Eligius Deml
- 1861–1891: Josef Niederle
- 1891–1907: Berthold Schmeiser
- 1907–1919: Franz Neugebauer
- 1919–1932: Leo Winter
- 1932–1938: Rudolf Zoffl
- 1938–1942: Franz Nagl († 1. Juni 1945, KZ Theresienstadt)
- 1942–1945: Karl Franz (zur Wehrmacht eingezogen 1945)
- 1945–: Eduard Hiesl (bis zur Absetzung durch tschechische Truppen am 9. Mai 1945)

## Sehenswürdigkeiten
- Bürgerhäuser am Marktplatz
- Friedhofskirche St. Anna (1700–1705)
- Dekanatskirche St. Wenzel aus dem 14. Jahrhundert (1645 ausgebrannt, später barock umgebaut)
- Maria-Magdalena-Kirche (1828)

## Persönlichkeiten

### Ehrenbürger
- Adolf Hitler[10]
- Jindřich Praveček (1909–2000), Komponist und Dirigent
- Zdeněk Kolářský (1931–2022), Medailleur
- Roman Šebrle (* 1974), Zehnkämpfer

### Söhne und Töchter der Stadt
- Johannes Marcus Marci (1595–1667), Arzt, Philosoph und Naturwissenschaftler
- Josef Langer (1650–1711), Piarist, Mathematiker und Astronom
- Johann Wenzel von Bärnkopp (1723–1794), Feldzeugmeister
- Emil Müller (1861–1927), Mathematiker und Hochschullehrer
- Friedrich Gustav Piffl (1864–1932), Erzbischof der Erzdiözese Wien
- Otto Piffl (1866–1926), Oto-Rhino-Laryngologe
- Hans Chmel (1903–1945), Rechtsanwalt und Landrat
- Herwig Schopper (* 1924), Physiker
- Manfred Nagl (* 1944), Informatiker
- Robert Dušek (* 1967), Politiker
- Roman Šebrle (* 1974), Sportler (Leichtathletik: Zehnkampf, 2004 Olympiasieger)
- Jan Smejkal (* 1946), Schachgroßmeister
- Filip Ditzel (* 1985), Bahnradsportler